# Campeonato Europeo de Tiro de 2011
El XXXIII Campeonato Europeo de Tiro se celebró en Belgrado (Serbia) entre el 1 y el 14 de agosto de 2011 bajo la organización de la Confederación Europea de Tiro (ESC) y la Federación Serbia de Tiro Deportivo.
Las competiciones se realizaron en el campo de tiro del Centro Deportivo Kovilovo, ubicado al norte de la capital serbia, a excepción de las pruebas de 300 m que se efectuaron en el Campo de Tiro de Pančevo, al nordeste de Belgrado. 

## Resultados

### Masculino
| Evento                                 | Oro                                      | Plata                                      | Bronce                                  |
| -------------------------------------- | ---------------------------------------- | ------------------------------------------ | --------------------------------------- |
| Rifle 3 posiciones 300 m (13.08)       | Michael Podolak · Austria · 1170+48 pts. | Péter Sidi · Hungría · 1170+40 pts.        | Marcel Bürge · Suiza · 1168 pts.        |
| Rifle 3 posiciones 300 m (equipos)     | Francia 3495                             | Noruega · 3486                             | Suiza · 3477                            |
| Rifle en pos. tendida 300 m (09.08)    | Cyril Graf Francia 598+34                | Anders Brolund · Suecia · 598+31           | Odd Arne Brekne · Noruega · 597         |
| Rifle en pos. tendida 300 m (equipos)  | Noruega · 1788+103                       | Francia 1788+101                           | Suecia · 1787                           |
| Rifle estándar 300 m (11.08)           | Josselin Henry Francia 585               | Péter Sidi · Hungría · 583+20              | Cyril Graf Francia 583+15               |
| Rifle estándar 300 m (equipos)         | Francia 1749                             | Noruega · 1742                             | Suiza · 1734                            |
| Rifle 3 posiciones 50 m (07.08)        | Péter Sidi · Hungría · 1273,7            | Marco De Nicolò · Italia · 1269,5          | Anton Rizov Bulgaria 1268,3             |
| Rifle 3 posiciones 50 m (equipos)      | Noruega · 3488                           | Francia 3483+158                           | Rusia · 3483+151                        |
| Rifle en pos. tendida 50 m (05.08)     | Rajmond Debevec Eslovenia 702,8          | Artem Jadzhibekov · Rusia · 700,5          | Sergéi Martynov · Bielorrusia · 700,0   |
| Rifle en pos. tendida 50 m (equipos)   | Francia 1789                             | Alemania · 1783                            | Dinamarca 1782                          |
| Pistola 50 m (06.08)                   | Andrija Zlatić Serbia 661,4              | Leonid Ekimov · Rusia · 659,9              | João Costa Portugal 658,5               |
| Pistola 50 m (equipos)                 | Rusia · 1686                             | Bielorrusia · 1666                         | Ucrania · 1663                          |
| Pistola rápida de fuego 25 m (10.08)   | Alexéi Klimov · Rusia · 30+9             | Roman Bondaruk · Ucrania · 30+8            | Christian Reitz · Alemania · 23         |
| Pistola rápida de fuego 25 m (equipos) | República Checa · 1732                   | Alemania · 1723                            | Ucrania · 1722                          |
| Pistola de fuego 25 m (13.08)          | João Costa Portugal 590                  | Jorge Llames · España · 585                | Olexandr Petriv · Ucrania · 582         |
| Pistola de fuego 25 m (equipos)        | España · 1730                            | República Checa · 1729                     | Alemania · 1725                         |
| Pistola estándar 25 m (12.08)          | Thibaut Sauvage Francia 575              | Christian Reitz · Alemania · 573           | Roman Bondaruk · Ucrania · 569          |
| Pistola estándar 25 m (equipos)        | Alemania · 1701                          | Rusia · 1696                               | Ucrania · 1689                          |
| Blanco móvil 50 m (03.08)              | Mijaíl Azarenko · Rusia · 592            | Emil Martinsson · Suecia · 591             | Miroslav Januš · República Checa · 589  |
| Blanco móvil 50 m (equipos)            | Rusia · 1766                             | Suecia · 1760                              | República Checa · 1752                  |
| Blanco móvil mixto 50 m (04.08)        | Miroslav Januš · República Checa · 395   | Emil Martinsson · Suecia · 393             | Miroslav Jurčo · Eslovaquia · 392       |
| Blanco móvil mixto 50 m (equipos)      | Suecia · 1173                            | Rusia · 1167                               | Finlandia · 1166                        |
| Foso (05.08)                           | Erik Varga · Eslovaquia · 147            | David Kostelecký · República Checa · 146+3 | Boštjan Maček Eslovenia 146+2           |
| Foso (equipos)                         | República Checa · 368                    | Rusia · 368                                | Italia · 367                            |
| Doble foso (07.08)                     | Vasili Mosin · Rusia · 194               | Richard Faulds Reino Unido 193+12          | Daniele Di Spigno · Italia · 193+11     |
| Doble foso (equipos)                   | Reino Unido 430                          | Italia · 430                               | Rusia · 429                             |
| Skeet (12.08)                          | Eric Delaunay Francia 149+14             | Tino Wenzel · Alemania · 149+13            | Jakub Tomeček · República Checa · 149+3 |
| Skeet (equipos)                        | Noruega · 368                            | Alemania · 368                             | Francia 366                             |

### Femenino
| Evento                                | Oro                                    | Plata                              | Bronce                                  |
| ------------------------------------- | -------------------------------------- | ---------------------------------- | --------------------------------------- |
| Rifle 3 posiciones 300 m (10.08)      | Eva Friedel · Alemania · 580           | Bettina Bucher · Suiza · 576       | Charlotte Jakobsen Dinamarca 574        |
| Rifle 3 posiciones 300 m (equipos)    | Suiza · 1719                           | Polonia · 1702                     |                                         |
| Rifle en pos. tendida 300 m (09.08)   | Bettina Bucher · Suiza · 597           | Eva Friedel · Alemania · 594       | Gudrun Wittman · Alemania · 593         |
| Rifle en pos. tendida 300 m (equipos) | Suiza · 1780                           | Alemania · 1773                    | Francia 1759                            |
| Rifle 3 posiciones 50 m (05.08)       | Sonja Pfeilschifter · Alemania · 685,5 | Barbara Lechner · Alemania · 682,7 | Liubov Galkina · Rusia · 680,5          |
| Rifle 3 posiciones 50 m (equipos)     | Alemania · 1743                        | Rusia · 1733                       | Francia 1723                            |
| Rifle en pos. tendida 50 m (03.08)    | Marie Enqvist · Suecia · 595+42        | Michelle Smith Reino Unido 595+35  | Sonja Pfeilschifter · Alemania · 594+42 |
| Rifle en pos. tendida 50 m (equipos)  | Suecia · 1772                          | República Checa · 1771             | Alemania · 1769                         |
| Pistola 25 m (07.08)                  | Heidi Diethelm · Suiza · 788,2         | Kira Klimova · Rusia · 787,8       | Stéphanie Tirode Francia 785,4          |
| Pistola 25 m (equipos)                | Rusia · 1745                           | Francia 1739                       | Bulgaria 1737                           |
| Foso (02.08)                          | Fátima Gálvez · España · 95            | Elena Tkaj · Rusia · 94+2          | Delphine Racinet Francia 94+1           |
| Foso (equipos)                        | Rusia · 209                            | Italia · 206                       | Francia 203                             |
| Skeet (09.08)                         | Çiğdem Özyaman Turquía 96+6            | Marina Belikova · Rusia · 96+5     | Louiza Theophanous Chipre 95            |
| Skeet (equipos)                       | Rusia · 211                            | Eslovaquia · 211                   | Chipre 209                              |

## Medallero
| Núm. | País            | Oro | Plata | Bronce | Total |
| ---- | --------------- | --- | ----- | ------ | ----- |
| 1    | Rusia           | 8   | 9     | 3      | 20    |
| 2    | Francia         | 7   | 3     | 7      | 17    |
| 3    | Alemania        | 4   | 9     | 4      | 17    |
| 4    | Suiza           | 4   | 1     | 3      | 8     |
| 5    | Suecia          | 3   | 4     | 1      | 8     |
| 6    | República Checa | 3   | 2     | 4      | 9     |
| 7    | Noruega         | 3   | 2     | 1      | 6     |
| 8    | España          | 2   | 1     | 0      | 3     |
| 9    | Hungría         | 1   | 2     | 0      | 3     |
|      | Reino Unido     | 1   | 2     | 0      | 3     |
| 11   | Eslovaquia      | 1   | 1     | 1      | 3     |
| 12   | Eslovenia       | 1   | 0     | 1      | 2     |
|      | Portugal        | 1   | 0     | 1      | 2     |
| 14   | Austria         | 1   | 0     | 0      | 1     |
|      | Serbia          | 1   | 0     | 0      | 1     |
|      | Turquía         | 1   | 0     | 0      | 1     |
| 17   | Italia          | 0   | 3     | 2      | 5     |
| 18   | Ucrania         | 0   | 1     | 5      | 6     |
| 19   | Bielorrusia     | 0   | 1     | 1      | 2     |
| 20   | Polonia         | 0   | 1     | 0      | 1     |
| 21   | Bulgaria        | 0   | 0     | 2      | 2     |
|      | Chipre          | 0   | 0     | 2      | 2     |
|      | Dinamarca       | 0   | 0     | 2      | 2     |
| 24   | Finlandia       | 0   | 0     | 1      | 1     |
|      | TOTAL           | 42  | 42    | 41     | 125   |